# 叶钊颖
叶钊颖（1974年5月7日—），浙江杭州人，中国退役羽毛球运动员。在长达十余年的国家队生涯中，叶钊颖大部分时间是女单一号种子选手，1995、1996、1997、1998四年内8次位列国际羽联女子单打最新世界排名第1位，其独树一帜的进攻性打法赢得了同时代运动员的尊重和球迷的青睐。丈夫是足球运动员郝海东，2020年因与其夫郝海东共同参与创立新中国联邦而成为中华人民共和国持不同政见者。现居住于西班牙。

## 職業生涯
叶钊颖在一个热爱运动的家庭中长大，她的父亲踢足球，母亲从事田径运动。她在1984年进浙江省队，1989年调入国家队。在国家队十余年間，她在大部分时间都是国羽一号女单，曾經獲得1995、1997年世界羽毛球錦標赛女单冠军，1997、1998、1999年全英羽毛球公开赛女单冠军，1995年世界杯女单冠军，1995、1997、1999年世界羽毛球大奖赛总决赛女单冠军。此外，她也是中國國家羽毛球隊两届苏迪曼杯冠军、三届尤伯杯冠军的主力成員。在2017年9月“中国体育吉尼斯世界纪录荣誉”颁奖活动中，叶钊颖获得“最多羽毛球世锦赛单打冠军（女性）”吉尼斯世界纪录称号。

### 1995年
個人最鼎盛時期的1995年，叶钊颖協助中國首次奪得蘇迪曼盃冠軍，過程中更击败世界排名第1的印尼的兼巴塞羅拿奧運會羽毛球女單金牌得主王莲香和世界排名第2的韩国的方铢贤，以及接連奪得世界羽毛球錦標賽（決賽以11-7、11-0勝國家隊隊友韓晶娜）、羽毛球世界盃、亞洲羽毛球錦標賽、中國羽毛球公開賽、世界羽毛球大獎賽總決賽、瑞典羽毛球公開賽和美國羽毛球公開賽女單冠軍等多項殊榮。

### 1996年亚特蘭大奧運會、1997年世界羽毛球錦標賽
作為第一种子，葉釗穎代表中國參加1996年亚特蘭大奧運會羽毛球比賽，在女單八強意外地以5-11、11-12敗於南韓選手金志炫，無緣四強。
1997年，葉釗穎代表中國參加1997年世界羽毛球錦標賽，在女單决賽以12-11、11-8擊敗國家隊隊友龔智超，成功衞冕冠軍。

### 2000年悉尼奧運會讓球事件
2000年，叶钊颖代表中國參加悉尼奧運會羽毛球比賽女子單打項目，並順利打進準決賽。在率先进行的一场準決賽中，丹麥名將卡米拉·马尔廷淘汰了戴韫进入决赛。为了确保这枚金牌不旁落，总教练李永波授意叶钊颖故意输给队友龚智超，他當時告诉叶钊颖：“你们俩打半决赛，肯定累得你死我活，不论谁赢，对第二天的决赛都是一个消耗，就没必要消耗这场球了。”並承诺如果龚智超赢了，將给叶钊颖相同的奥运冠军待遇。叶钊颖不愿意放弃，但最后还是哭着说尊重队伍的选择。
最终，叶钊颖在四強以0比2（8-11、8-11）敗給龚智超，在銅牌戰擊敗另一國家隊隊友戴韞，獲得銅牌。而作为补偿，在翌年舉行的九运会上，叶钊颖的铜牌被列入了浙江省的金牌名单。
时隔22年，叶钊颖在接受丹麦电视二台采访时再度提及让球事件，负责访问的记者还就此事向中国羽毛球协会及国际奥委会查证，但没有得到回复，而中国驻丹麦大使馆回应查询时指叶钊颖是“反华分子，其言论不值得回复”。国际羽联秘书长托马斯·伦德表示协会一直以来“高度重视”操控比赛的行为。

### 退役
奧運會後，叶钊颖選擇在状态仍處高峰的時候退役，她在後來的訪問中承認這是刻意而為：“人家不要我了，我还待在那里干什么？……我当时是没有给李永波面子，该怎么说就怎么说呗，干嘛要像别人装傻呢，有什么可装的？”退出羽壇後，天生好动的她把精力转移到了网球和高尔夫上面。
2001年，叶钊颖正式成为清华大学工商管理学院工商管理专业的本科生。2003年，清华大学和悉尼科技大学合办的体育营销MBA课程在北京开班，叶钊颖又为自己报名了一门研究生的课程。2005年两门课程均已顺利毕业。2009年，叶钊颖入选羽毛球世界聯會名人堂。
2018年，44岁的叶钊颖在退役18年後恢复训练，在西班牙的一家甲組俱乐部打球。

## 政治理念
2020年6月4日，其夫郝海东與流亡美國的中國商人郭文貴、前白宫战略顾问斯蒂芬·班农宣布成立「新中國聯邦」，而郝為中文宣言之宣講人，並宣布組建喜马拉雅监督机构，作為新中國聯邦與國際社會合作的橋樑。叶钊颖則於宣言影片中支持郝的決定，隨後與其丈夫一同在中國互聯網上被封殺，亲朋好友纷纷与两人反目，以前的队友也在微信上把他们拉黑。

## 主要比賽成績 (首次最佳成績排序)
| 賽事                             | 年份   | 成績 | 對手              | 決賽比分                   |
| 尤伯杯 (中国队主力成员)          | 1992年 | 冠軍 |                   | (隊際) 3-2                 |
| 尤伯杯 (中国队主力成员)          | 1998年 | 冠軍 | 印度尼西亞        | (隊際) 4-1                 |
| 尤伯杯 (中国队主力成员)          | 2000年 | 冠軍 | 丹麦              | (隊際) 3-0                 |
| 尤伯杯 (中国队主力成员)          | 1994年 | 亞軍 | 印度尼西亞        | (隊際) 2-3                 |
| 尤伯杯 (中国队主力成员)          | 1996年 | 亞軍 | 印度尼西亞        | (隊際) 1-4                 |
| 亚洲羽毛球锦标赛 女单            | 1992年 | 冠軍 | 周雷              | 12-10, 11-2                |
| 亚洲羽毛球锦标赛 女单            | 1994年 | 冠軍 | 劉玉紅            | 11-4, 12-10                |
| 亚洲羽毛球锦标赛 女单            | 1995年 | 冠軍 | 姚燕              | 11-2, 11-0                 |
| 亚洲羽毛球锦标赛 女单            | 1998年 | 冠軍 | 龔智超            | 11-5, 13-12                |
| 亚洲羽毛球锦标赛 女单            | 1999年 | 冠軍 | 張寧              | 11-8, 11-5                 |
| 印尼羽毛球公开赛 女单            | 1992年 | 冠軍 | 庫蘇馬瓦德哈尼    | 11-7, 11-6                 |
| 印尼羽毛球公开赛 女单            | 1993年 | 冠軍 | 王蓮香            | 11-9, 12-11                |
| 新加坡羽毛球公开赛 女單          | 1992年 | 冠軍 | 韓晶娜            | 8-11, 11-2, 11-3           |
| 新加坡羽毛球公开赛 女單          | 1998年 | 冠軍 | 王蓮香            | 11-5, 6-11, 11-2           |
| 新加坡羽毛球公开赛 女單          | 1999年 | 冠軍 | 龔智超            | 11-5, 5-11, 11-7           |
| 香港羽毛球公開賽 女单            | 1993年 | 冠軍 | 韓晶娜            | 10-12, 11-7, 11-1          |
| 丹麦羽毛球公开赛 女单            | 1993年 | 冠軍 | 劉玉紅            | 11-8, 11-1                 |
| 丹麦羽毛球公开赛 女单            | 1998年 | 亞軍 | 卡米拉·马尔廷     | 10-13, 8-11                |
| 日本羽毛球公開賽 女單            | 1993年 | 冠軍 | 方銖賢            | 11-6, 11-5                 |
| 日本羽毛球公開賽 女單            | 1996年 | 冠軍 | 王蓮香            | 11-7, 11-8                 |
| 日本羽毛球公開賽 女單            | 1999年 | 冠軍 | 龔智超            | 1-11, 11-5, 11-6           |
| 日本羽毛球公開賽 女單            | 1992年 | 亞軍 | 王蓮香            | 2-11, 0-11                 |
| 日本羽毛球公開賽 女單            | 1994年 | 亞軍 | 王蓮香            | 6-11, 12-10, 8-11          |
| 日本羽毛球公開賽 女單            | 1998年 | 亞軍 | 龔智超            | 1-11, 4-11                 |
| 日本羽毛球公開賽 女單            | 2000年 | 亞軍 | 龔智超            | 7-11, 3-11                 |
| 廣島亞運會 女单                  | 1994年 | 铜牌 | 方銖賢            | 12-10, 8-11, 3-11 <準決賽> |
| 廣島亞運會 女团 (中国队主力成员) | 1994年 | 铜牌 |                   | (隊際) 0-5 <準決賽>        |
| 羽毛球亚洲杯 女单                | 1994年 | 冠軍 | 韓晶娜            | 11-6, 9-12, 11-3           |
| 马来西亚羽毛球公开赛 女单        | 1994年 | 亞軍 | 王蓮香            | 3-11, 8-11                 |
| 马来西亚羽毛球公开赛 女单        | 1997年 | 亞軍 | 王蓮香            | 5-11, 7-11                 |
| 苏迪曼杯 (中国队主力成员)        | 1995年 | 冠軍 | 印度尼西亞        | (隊際) 3-1                 |
| 苏迪曼杯 (中国队主力成员)        | 1997年 | 冠軍 |                   | (隊際) 5-0                 |
| 世界羽毛球锦标赛 女单            | 1995年 | 冠軍 | 韓晶娜            | 11-7, 11-0                 |
| 世界羽毛球锦标赛 女单            | 1997年 | 冠軍 | 龔智超            | 12-11, 11-8                |
| 羽毛球世界杯 女单                | 1995年 | 冠軍 | 王蓮香            | 12-9, 2-11, 12-9           |
| 羽毛球世界杯 女单                | 1997年 | 亞軍 | 王蓮香            | 8-11, 5-11                 |
| 中国羽毛球公开赛 女单            | 1995年 | 冠軍 | 方銖賢            | 11-5, 11-0                 |
| 中国羽毛球公开赛 女单            | 1993年 | 亞軍 | 韓晶娜            | 8-11, 8-11                 |
| 中国羽毛球公开赛 女单            | 1994年 | 亞軍 | 方銖賢            | 10-12, 1-11                |
| 瑞典羽球公開賽 女单              | 1995年 | 冠軍 | 林小青            | 11-6, 11-6                 |
| 瑞典羽球公開賽 女双 搭檔: 韓晶娜 | 1995年 | 亞軍 | 金美香 和 金信英  | 15-12, 12-15, 8-15         |
| 美國羽毛球公開賽 女单            | 1995年 | 冠軍 | 方銖賢            | 12-10, 3-11, 11-8          |
| 世界羽毛球大奖赛总决赛 女单      | 1995年 | 冠軍 | 林小青            | 12-10, 8-11, 11-8          |
| 世界羽毛球大奖赛总决赛 女单      | 1997年 | 冠軍 | 王蓮香            | 11-4, 11-4                 |
| 世界羽毛球大奖赛总决赛 女单      | 1999年 | 冠軍 | 戴韞              | 11-4, 6-11, 11-9           |
| 世界羽毛球大奖赛总决赛 女单      | 1993年 | 亞軍 | 王蓮香            | 3-11, 9-12                 |
| 世界羽毛球大奖赛总决赛 女单      | 1994年 | 亞軍 | 王蓮香            | 11-4, 10-12, 4-1           |
| 世界羽毛球大奖赛总决赛 女单      | 1996年 | 亞軍 | 王蓮香            | 4-11, 1-11                 |
| 中華台北羽球公開賽 女单          | 1996年 | 亞軍 | 王蓮香            | 5-11, 2-11                 |
| 全英羽毛球公开锦标赛 女单        | 1997年 | 冠軍 | 龔智超            | 11-3, 11-1                 |
| 全英羽毛球公开锦标赛 女单        | 1998年 | 冠軍 | 張寧              | 11-5, 11-8                 |
| 全英羽毛球公开锦标赛 女单        | 1999年 | 冠軍 | 戴韞              | 9-11, 11-5, 11-1           |
| 全英羽毛球公开锦标赛 女单        | 1994年 | 亞軍 | 王蓮香            | 5-11, 9-11                 |
| 全英羽毛球公开锦标赛 女单        | 1996年 | 亞軍 | 方銖賢            | 1-11, 1-11                 |
| 中國全運會 女单 (代表浙江)       | 1997年 | 冠軍 | 龔智超 (代表湖南) | N/A                        |
| 瑞士羽毛球公开赛 女单            | 1997年 | 亞軍 | 卡米拉·马尔廷     | 12-9, 6-11, 5-11           |
| 瑞士羽毛球公开赛 女单            | 1998年 | 亞軍 | 卡米拉·马尔廷     | 9-12, 8-11                 |
| 瑞典羽球公開賽 女双 搭檔: 韓晶娜 | 1995年 | 亞軍 | 葛菲 和 顧俊      | 5-9, 2-15, 11-15           |
| 韩国羽毛球公开赛 女单            | 1997年 | 冠軍 | 龔智超            | 6-11, 12-10, 11-4          |
| 曼谷亞運會 女團 (中國隊主力成員) | 1998年 | 金牌 |                   | (隊際) 3-1                 |
| 悉尼奥运会 女单                  | 2000年 | 铜牌 | 戴韞              | 8-11, 11-2, 11-6 <銅牌戰>  |
| 泰國羽毛球公開賽 女单            | 2000年 | 冠軍 | 周蜜              | 11-5, 11-0                 |

### 世界冠軍頭銜
葉釗穎在羽毛球生涯中共奪得 8 項羽毛球世界冠軍頭銜。
| 賽事             | 奪冠次數 | 年份                               |
| ---------------- | -------- | ---------------------------------- |
| 羽毛球世界盃     | 1        | 1995年（女子單打）                 |
| 世界羽毛球錦標賽 | 2        | 1995年、1997年（女子單打）         |
| 優霸盃           | 3        | 1992年、1998年、2000年（女子團體） |
| 蘇迪曼盃         | 2        | 1995年、1997年（混合團體）         |
| 總計             | 8        |                                    |

### 奧運會和世錦賽參賽紀錄
|          | 1993 | 1995 | 1996 | 1997 | 1999 | 2000 |
| -------- | ---- | ---- | ---- | ---- | ---- | ---- |
| 女子單打 | 季軍 | 冠軍 | 8强  | 冠軍 | 64强 | 銅牌 |